# Religioni in Malaysia
Lo stato federale della Malaysia è un paese multiculturale e multiconfessionale. In base ai dati del censimento 2010 sulla popolazione residente, il 61,3% degli abitanti pratica l'Islam, il 19,8% il buddhismo, il 9,2% il cristianesimo, il 6,3% l'induismo e l'1,3% la religione tradizionale cinese; il resto è rappresentato da altre fedi, tra animismo, religione popolare, sikhismo e altri sistemi di credenze. Il numero di coloro che professano l'ateismo è molto piccolo; in questo senso la nazione è stata oggetto di critiche da parte delle organizzazioni per i diritti umani per la sua discriminazione verso gli atei oltre che nei confronti dell'agnosticismo e dell'irreligiosità.
L'Islam in Malaysia è rappresentato dallo sciafeismo, versione teologica e giurisprudenziale del sunnismo. La fede musulmana è stata introdotta per lo più dai mercanti provenienti dalla Penisola arabica, ma anche dalla Cina e dall'India e si è definitivamente stabilita nel corso del XV secolo. La costituzione fa della Malaysia un paese laico che garantisce la libertà di religione, mentre definisce l'Islam come "religione della federazione" a simboleggiare la sua importanza nella società malese.
Il sovrano è generalmente inteso quale difensore della fede nell'intero paese e i membri della famiglia reale possono perdere alcuni privilegi concessi loro per nascita se abbandonano l'Islam per convertirsi ad un'altra fede religiosa.
La grande maggioranza della popolazione dei Cino-malesi pratica una varietà di fedi: il buddhismo Mahāyāna, la religione tradizionale cinese e il taoismo. L'induismo è praticato invece dalla maggior parte degli indiani malesi; il cristianesimo si è affermato in alcune comunità, soprattutto nella Malaysia Orientale e non è collegato a nessun gruppo etnico specifico. Altre religioni come la fede Bahá'í e quella Sikh hanno anch'esse un certo numero di aderenti in Malaysia.
I rapporti tra i differenti gruppi religiosi sono generalmente abbastanza improntati alla tolleranza reciproca; il Natale, il capodanno cinese e Diwali sono state dichiarate feste nazionali accanto alle altre festività musulmane come il Mawlid (il compleanno di Maometto) ecc. Vari gruppi sono stati istituiti per cercare di promuovere la comprensione religiosa tra le diverse comunità, con l'armonia religiosa che viene veduta come una priorità dai politici malesi.

## Distribuzione religiosa

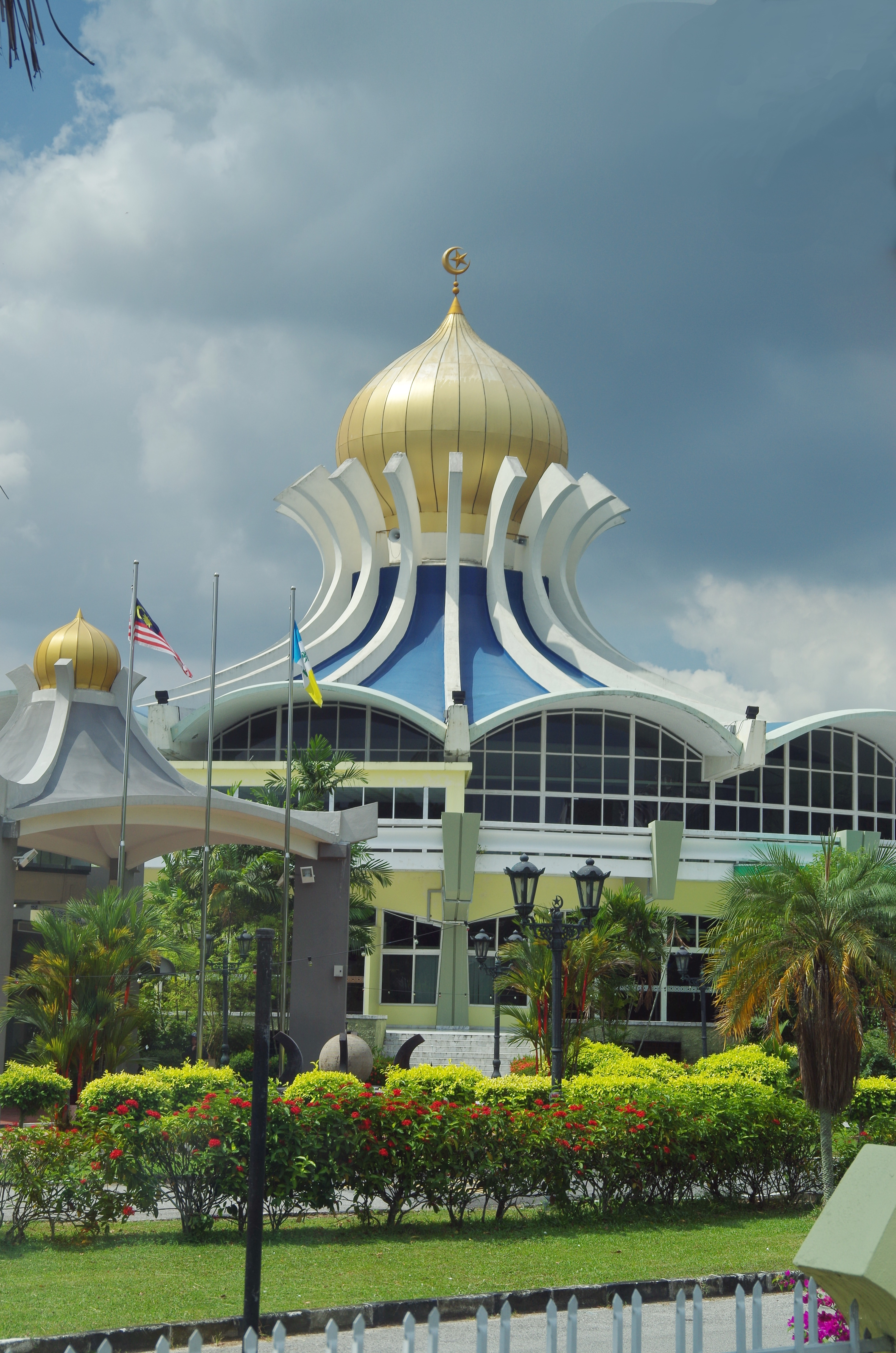
La moschea di stato di Penang a George Town (Malaysia).

Tutte le principali religioni maggiori del mondo hanno una rappresentanza consistente nella Federazione malese. Le cifre degli ultimi due censimenti, svoltisi rispettivamente nel 2000 e nel 2010 sulla popolazione residente, mostrano le seguenti proporzioni in fatto di appartenenza religiosa:
| Anno | Islam | Buddhismo | Cristianesimo | Induismo | Confucianesimo, Taoismo, religione tradizionale cinese e altre religioni popolari | Nessuna religione | Altre religioni o nessuna informazione |
| ---- | ----- | --------- | ------------- | -------- | --------------------------------------------------------------------------------- | ----------------- | -------------------------------------- |
| 2000 | 60.4% | 19.2%     | 9.1%          | 6.3%     | 2.6%                                                                              |                   | 2.4%                                   |
| 2010 | 61.3% | 19.8%     | 9.2%          | 6.3%     | 1.3%                                                                              | 0.7%              | 0.5%                                   |

Tutti i malesi risultano musulmani per legge; mentre la maggior parte dei cinesi malesi seguono il buddismo Mahayana o le religioni tradizionali cinesi (tra cui il taoismo, il confucianesimo, il culto degli antenati o sette più recenti). Le statistiche indicano che l'83,6% dell'etnia Han dei cinesi presenti in Malesia si identifica come buddhista, con un numero significativo di aderenti che seguono il taoismo (il 3,4%) e il cristianesimo (l'11,1%). In realtà le percentuali di praticanti delle religioni popolari possono essere più elevate, in quanto molti cinesi che professano il buddhismo poi praticano anche la religione tradizionale.
Il cristianesimo è la religione predominante della comunità Bumiputra non-malese (46,5%), con un ulteriore 40,4% che invece si autodefinisce musulmana. Molte tribù indigene della Malesia Orientale si sono col trascorrere dei secoli convertite al cristianesimo, mentre la stessa religione cristiana ha un minor numero di praticanti nella penisola malese.

## Diritto e politica
Anche se la Malesia è una società multi-religiosa e la sua costituzione garantisce teoricamente la libera espressione religiosa, l'Islam è la religione ufficiale della federazione, così come è legalmente la presunta fede di tutta l'etnia malese. A nessun malese è permesso di lasciare l'Islam, mentre i musulmani non malesi che cercano di far apostasia debbono richiedere il permesso ad un tribunale della sharia, il che è raramente concesso.
Le credenze religiose seguono per lo più la linea etnica ereditaria e vengono dichiarate festività nazionali i giorni sacri di diverse religioni, anche solamente all'Islam viene concessa più di una festa nazionale. Il fatto che una religione ottenga l'approvazione del governo dipende dal presidente e dal ministro degli interni; solamente dopo una tal approvazione si può qualificare per acquisirne i benefici statali; tuttavia, gruppi non riconosciuti come il Falun Dafa possono ottenere da soli l'apposita registrazione, anche se questo significa che le violazioni tecniche possano comportare una multa.
Il governo ritiene che la costituzione preveda una garanzia abbastanza forte della libertà religiosa e non debba pertanto esser modificata. Alcune restrizioni concernono solamente i cittadini malesi nei confronti delle religioni non islamiche, nel territorio della Penisola malese, vi sono tuttavia molte meno restrizioni nella Malesia Orientale; il velo è inoltre obbligatorio in certe situazioni per i non musulmani. La carta d'identità malese presente nelle varie regioni indica se il titolare è musulmano o meno.
In quanto l'Islam è religione di stato, il governo fornisce un sostegno finanziario agli istituti islamici ed impone la forma religiosa del sunnismo. I governi dei diversi stati federali possono imporre la legge islamica ai musulmani, ed il governo offrirà sovvenzioni alle scuole private musulmane che permettono un curriculum approvato dal governo sotto la sua supervisione. Il governo ha inoltre la possibilità di finanziare indirettamente le comunità non islamiche, anche se in misura molto minore. Il governo generalmente non interferisce con le pratiche religiose delle comunità non musulmane. Le scuole pubbliche offrono un corso di insegnamento religioso islamico, che è obbligatorio per gli studenti musulmani, mentre per gli studenti non musulmani è previsto un corso d'insegnamento etico-morale.
Il governo proibisce tutte quelle pubblicazioni considerate incitanti alla disarmonia razziale o religiosa, mentre viene imposto che le questioni più attinenti ai fatti religiosi non vengano discusse in pubblico a causa della sensibilità dell'argomento. Esso sostiene altresì nessuno è mai stato arrestato dopo la promulgazione della legge sulla sicurezza interna (1960) per ragioni religiose. Il governo può demolire luoghi religiosi o di culto non registrati ufficialmente, e le organizzazioni non governative hanno lamentato la demolizione dei templi indù non registrati; questi sono stati spesso costruiti nelle piantagioni di proprietà privata prima dell'indipendenza nel 1957 ed in seguito tali terreni divennero di fatto una proprietà statale.
Nel 2006 lo Stato di Negeri Sembilan ha annunciato la demolizione di un tempio indù, anche se il tempio ha rigettato l'ingiunzione e si è rivolto al tribunale. I governi locali degli stati controllano anche le moschee, nominano gli imam, e forniscono una guida per i contenuti del sermone da pronunziare. Il conflitto tra i governi federali e statali con l'autorità religiosa ha portato ad una lentezza delle riforme e dello sviluppo di leggi relative all'Islam. Altri gruppi religiosi, come il "Consiglio consultivo malese" del Buddismo, del Cristianesimo, dell'Induismo, del Sikhismo e del Taoismo (MCCBCHST), hanno invece sostenuto i raduni politici.
Sia il partito del fronte nazionale (Barisan Nasional-BN) sia il gruppo di opposizione "Partito Islamico Panmalese" (PAS) hanno cercato di recapitare i propri messaggi politici facendoli recapitare attraverso le moschee negli stati che governano. Tutti i dipendenti pubblici sono tenuti a frequentare le lezioni di religione approvati dal governo. Il BN ha vietato l'opposizione e l'affiliazione degli imam attraverso le moschee, imposto restrizioni ai sermoni, sostituito i leader simpatizzanti con l'opposizione nelle moschee e i comitati in materia, ed infine chiuso tutte quelle moschee non autorizzate affiliate con l'opposizione. Il governo dello Stato di Selangor nell'agosto 2005 ha trattenuto i visti da dare ad imam stranieri per cercare di aumentare il numero degli imam locali. Il PAS, che controlla lo Stato di Kelantan limita l'affiliazione degli imam al BN dalle loro moschee. Si pensa che il supporto per un Islam moderato abbia portato alla vittoria elettorale del 2004 del BN sul PAS nello Stato di Terengganu. Entrambe le parti sono diventate più filo-islamiche negli anni ottanta e novanta del XX secolo, questo per cercare di ottenere più voti dall'etnia specificamente malese. I problemi politici sono spesso dipinti come questioni inerenti alla religione.

## Laicità e secolarismo
Nonostante il riconoscimento dell'Islam come religione di Stato nella costituzione, quando essa venne promulgata fu osservato esplicitamente che quella di stato laico era solo una definizione simbolica. Non è stato visto come qualcosa da utilizzare come base legale, se non per alcuni nazionalisti malesi. Attualmente esiste una controversia tra chi promuove un'interpretazione laica della Costituzione federale e coloro che credono invece che i tribunali islamici e la legge islamica dovrebbe avere la supremazia. Il movimento verso una società più islamica, noto come "dakwah", è spesso visto come un tentativo di resistere alle influenze occidentali. I valori secolari sono spesso favoriti dall'élite Malese, che accoglie con sé anche gli obiettivi condivisi di sviluppo industriale; questo è tuttavia osteggiato dai musulmani che vedono il fatto come una invasione della cultura occidentale e della sua visione del mondo. Il supporto per una società più islamica spesso proviene dalla popolazione più rurale dei malesi.
Come la modernizzazione ha cominciato ad espandersi, ciò ha portato con sé un aumento del secolarismo. Nelle aree urbane, gli abitanti indossano un vestito più all'occidentale, come la minigonne e i jeans e questo è fonte di preoccupazione per le autorità religiose. Le discoteche e i bar prosperano nelle città. Tuttavia, nel corso del tempo, a partire dal momento dell'indipendenza altre aree del paese sono divenute vieppiù islamizzate. All'inizio le donne indossavano abiti attillati, ma ora viene loro imposto di indossare il velo. Le preghiere musulmane vengono riprodotte attraverso i sistemi di altoparlanti posti sugli edifici governativi, e ad alcuni sembra di sentire che la Malesia stia diventando sempre più uno Stato islamico a discapito della laicità di Stato, con i critici a lamentare che l'Islam sta guadagnando una sempre maggiore influenza nell'ambito governativo. Il problema di come dovrebbe essere sviluppata l'identità Malese è stato sempre più messo in discussione. Mentre il governo al potere ritiene che il raggiungimento del potere economico autonomo potenzierà la popolazione malese, il PAS vede ciò come un'erosione dei valori islamici. Tuttavia, il PAS è spesso visto come per non essere in grado di relazionarsi - con le sue credenze islamiche radicali - alla società moderna, soprattutto nella Malesia multiculturale.

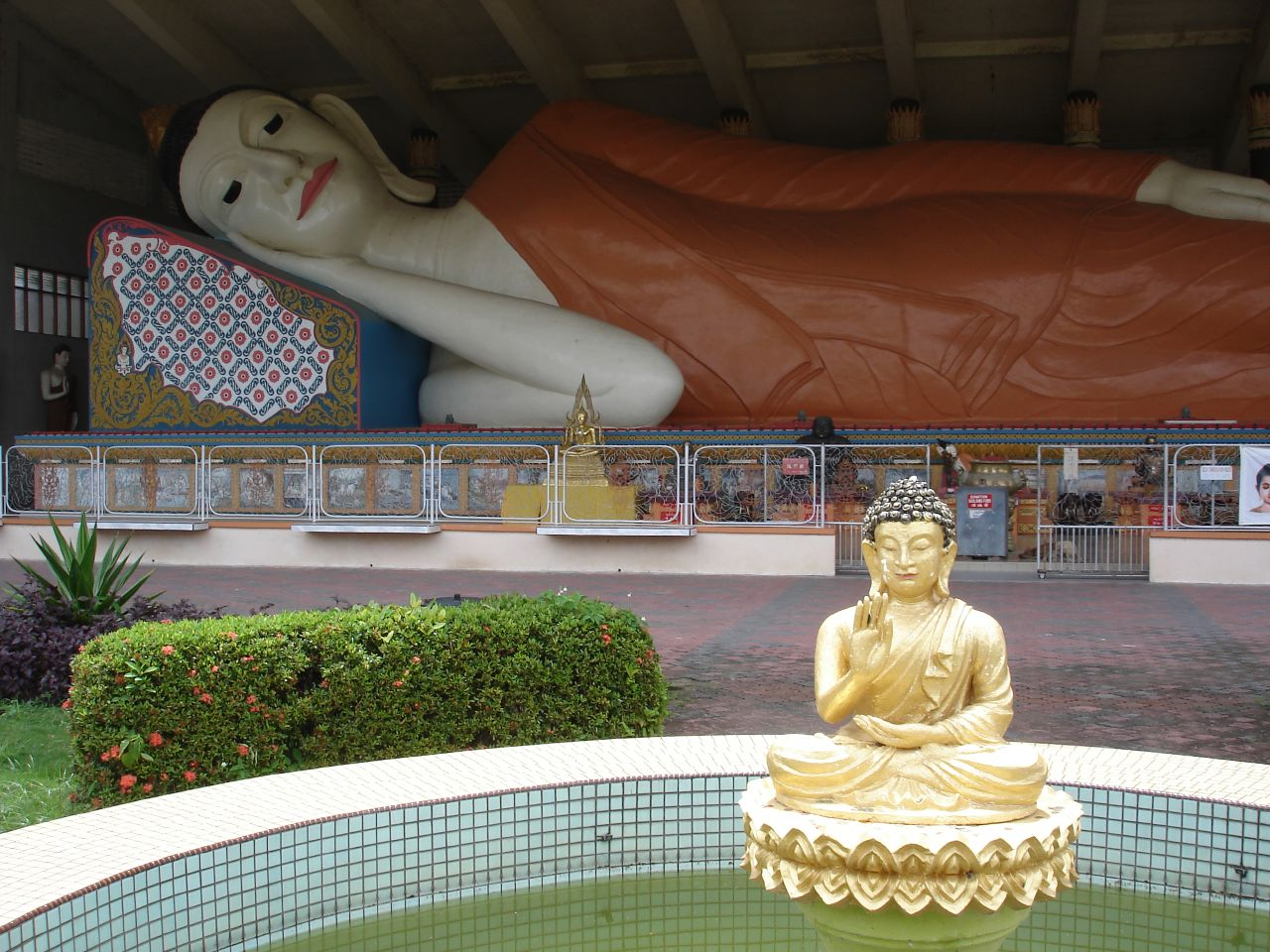
Il Buddha reclinato in un tempio buddhista Thai a Kelantan.

## Libertà di religione
La libertà di religione, pur essendo garantita dalla Costituzione, deve affrontare molte restrizioni in Malesia. Legalmente, un malese in Malesia deve essere un musulmano, mentre i non-malesi sono più liberi di passare ad un'altra religione. I tentativi da parte dei musulmani di convertirsi ad altre religioni sono puniti dai governi statali, con pene che vanno da multe salate fino alla carcerazione. Il governo federale non interviene nelle controversie legali sulla conversione, lasciando ciò in mano ai tribunali religiosi.
I tribunali secolari della Malesia i quali operano all'interno dei governi eletti nei vari stati, non hanno l'autorità di decidere questi casi, rimandando tutta la questione ai tribunali della Syariah (la sharia malese). Queste corti islamiche hanno stabilito all'unanimità che tutti i malesi etnici devono rimanere musulmani. Anche i non-malesi che si sono convertiti all'Islam non sono più autorizzati a lasciare l'Islam, e dei bambini nati da genitori musulmani sono considerati essere di per sé musulmani. Un non-musulmano che vuole sposare un musulmano deve prima convertirsi all'Islam.
Molti musulmani che hanno tentato di cambiare religione hanno ricevuto minacce di morte.

## Relazioni interreligiose
Le differenti comunità religiose hanno tra di loro un rapporto generalmente tollerante. La Malesia ha la reputazione d'esser un paese multiculturale di successo, con gli unici due gravi eventi di violenza razziale della storia moderna che si verificarono nel 1946 e nel 1969.
Tuttavia, alcuni politici sostengono che vi è una islamizzazione strisciante della società malese, e a causa dei legami tra razza e religione si pensa che lo status economico di diverse razze possano causare molti problemi religiosi. La predominanza dell'Islam e la sua lenta ma costante diffusione entro la sfera della vita quotidiana ha causato notevole preoccupazione per i gruppi non musulmani.

## Islam
L'Islam è la religione predominante del paese ed è riconosciuto come religione ufficiale dello Stato, ed è praticata da circa il 60% dei malesi.

## Induismo
La maggior parte dei tamil (popolo) che vengono a costituire il 9% della popolazione lavorativa della Malesia segue l'induismo; esso è stato assai influente prima dell'arrivo dell'Islam, ma gli aderenti attuali sono per lo più discendenti da comunità di migranti dal Tamil Nadu che sono venuti a Malaya per lavorare nelle piantagioni di gomma britanniche. Esiste anche una piccola comunità di immigrati giunti dal Nord dell'India.

## Cristianesimo
Quando i missionari hanno iniziato a diffondersi attraverso la penisola, sono stati scoraggiati alla conversione dei malesi, concentrandosi sugli immigrati cinesi e indiani.